# Црвени крст (Београд)
Црвени крст, или једноставно само Крст, је урбано насеље, део града Београда. Налази се на Врачару (већим делом) и на Звездари (део Ђерма).

## Локација
Црвени крст је стациониран у источном делу општине Врачар и западном делу општине Звездара. Црвени крст се граничи са Чубуром на западу, Каленић пијацом на северозападу, Ђермом на северу, Липовим Ладом на североистоку, стадионом ФК Обилић на истоку и Лекиним брдом на југу.

## Историја
1595. године Османлијски велики везир Синан Паша спалио је мошти првог српског архиепископа Светог Саве негде на територији данашњег Врачара али након два века списи о тачном месту овог догађаја су нестали. Прва опција која се на крају показала као нетачна је да се десило на највишем делу Врачару, на месту где се данас налази Храм Светог Саве. Српски писац и историчар Глигорије Возаровић (1790-1848) ставио је дрвени крст на месту где се налази данашњи трг на Црвеном крсту како би означио тачну локацију. Постоје верзије које говоре о томе да су мошти Светог Саве спаљене на Ташмајдану али ове тврдње никад нису доказане. Возарев крст како је касније прозван је први званични споменик у историји града Београда и у време када је стављен представљао је симбол независности од Османског царства.
Општина Града Београда је 1933. године подигла прави споменик у облику крста који заменио дотадашњи дрвени крст, што је на постољу и уклесано ("Возарев крст, обновила О.Г.Б. 1933."). Тај камени крст постоји и данас и незнатно је црвене боје, па отуд и назив целог краја. Многи људи овај део Врачара називају и Возарев уместо Црвени крст који са популацијом од 12,736 становника (2002) чини један од најгушће насељених делова Београда.
На Црвеном крсту се налазе и два значајна црквена објекта а то су православна црква Светог Покрова Пресвете Богородице и католичка црква Светог Антона Падованског.
Црква Пресвете Богородице је пројектована од стране познатог архитекте Момира Коруновића а саграђена је 1932-1933. Саграђена је у Византијском стилу али су приметни и елементи Римске градње као што је купола цркве.
Цркву Светог Антона пројектовао је Јоже Плечник 1928-1932. по узору на Бечку архитектуру. Ова црква је иначе једина грађевина у Србији која је саграђена под благим нагибом ка истоку.
Преко 560 станова у солитерима на Црвеном крсту је предато најесен 1979, у октобру и новембру.

## Карактеристике
Део Црвеног крста који припада Врачару по попису из 2002. има популацију од 12,736 становника, док цео Црвени крст (заједно са делом који припада Звездари) има популацију од 13,748 становника.
Трг на Црвеном крсту је од 1977. године почетна станица и окретница аутобуса 83. На тој истој окретници до 1947. године, саобраћао трамвај 1A, а у међувремену, тј. шездесетих година 20. века и прва београдска тролејбуска линија 11.
Трг је окружен улицама Милешевска (раније Саве Ковачевића), Војводе Шупљикца (раније Жарка Зрењанина), Бранка Крсмановића, Јована Рајића и Жичком улицом.
Постоји четири тролејбуске линије које пролазе кроз Црвени крст, а то су 19,21,22 и 29.
Северним делом дуж Булевара Краља Александра пролазе трамвајске линије 5,6,7 и 14.
У јужном делу Црвеног крста дуж Јужног булевара пролазе аутобуске линије 46 и 55.
Будућа линија београдског метроа би требало да има станицу на Црвеном крсту.
Атракција која привлачи доста људи у овај део града је Београдско драмско позориште саграђено 1948. године, потпуно реновирано 2003.
Насеље је познато и по кошаркашком клубу Раднички које је било шампион државе 1973. и освајачи државног Купа 1976. године. Други битни објекти су спортски центар Врачар.

## У књижевности
Писац Лале Вујадиновић написао је књигу Крсташи - Чубурци која говори о разним дешавањима овог дела Београда као и о многим познатим личностима које су ту одрасле. Једни од познатијих људи овог краја су свакако Велимир Бата Живојиновић, Драган Николић, Зоран Христић, Душан Прелевић Преле, Душан Дуда Ивковић и многи други чије је одрастање као и разне невоље у које су као деца упадали писац до детаља препричао.